# Danniel Thomas-Dodd
Danniel Thomas-Dodd (* 11. November 1992 im Westmoreland Parish als Danniel Thomas) ist eine jamaikanische Kugelstoßerin, die gelegentlich auch im Diskuswurf an den Start geht. Sie ist aktuell Inhaberin des Landesrekordes und gewann 2019 eine Silbermedaille bei Weltmeisterschaften und siegte 2018 bei den Commonwealth Games.

## Sportliche Laufbahn
Erste Erfahrungen bei internationalen Wettkämpfen sammelte Danniel Thomas-Dodd bei den Panamerikanischen-Juniorenmeisterschaften 2011 in Miramar, bei denen sie mit 48,12 m den sechsten Platz im Diskuswurf belegte. 2014 nahm sie erstmals an den Commonwealth Games in Glasgow teil und wurde dort mit einer Weite von 55,02 m Achte. Im Jahr darauf nahm sie im Kugelstoßen an den Panamerikanischen Spielen in Toronto teil und wurde dort mit 17,76 m Fünfte. Sie qualifizierte sich auch für die Weltmeisterschaften in Peking, bei denen sie mit 16,62 m in der Qualifikation ausschied. 2016 nahm sie an den Olympischen Spielen in Rio de Janeiro teil und schied auch dort mit 16,99 m in der Qualifikation aus. Bei den Leichtathletik-Weltmeisterschaften 2017 in London gelangte sie mit 18,91 m im Finale auf den vierten Platz. Bei den Hallenweltmeisterschaften in Birmingham im darauffolgenden Jahr gewann sie mit Hallenrekord von 19,22 m die Silbermedaille hinter der Ungarin Anita Márton. Anschließend siegte sie mit neuem jamaikanischem Freiluftrekord von 19,36 m bei den Commonwealth Games im australischen Gold Coast. Im September belegte sie beim Continentalcup in Ostrava mit 16,96 m den sechsten Platz. Bei den Panamerikanische Spielen 2019 in Lima verbesserte sie mit einem Stoß von 19,55 m zum zweiten Mal innerhalb dieses Jahres den Landesrekord und gewann damit die Goldmedaille. Im Oktober gewann sie dann bei den Weltmeisterschaften in Doha mit 19,47 m im Finale die Silbermedaille hinter der Chinesin Gong Lijiao. 2021 wurde sie beim British Grand Prix mit 18,46 m Zweite und schied dann bei den Olympischen Spielen in Tokio mit 18,37 m in der Vorrunde aus.
2022 startete sie bei den Hallenweltmeisterschaften in Belgrad und klassierte sich dort mit Saisonbestleistung von 19,12 m auf dem sechsten Platz. Im April siegte sie mit 18,92 m bei den USATF Golden Games und anschließend mit 19,53 m beim USATF Throws Fest. Im Juli gelangte sie bei den Weltmeisterschaften in Eugene mit 18,29 m im Finale auf den zehnten Platz und anschließend gewann sie bei den Commonwealth Games in Birmingham mit 18,98 m die Silbermedaille hinter der Kanadierin Sarah Mitton. Im Jahr darauf wurde sie mit 19,44 m Dritte bei den Bislett Games und im August belegte sie bei den Weltmeisterschaften in Budapest mit 19,59 m im Finale den fünften Platz. 2024 klassierte sie sich bei den Hallenweltmeisterschaften in Glasgow mit 19,12 m auf dem sechsten Platz. Im Mai siegte sie mit 18,87 m beim USATF Throws Festival und im August schied sie bei den Olympischen Sommerspielen in Paris mit 18,12 m in der Qualifikationsrunde aus.
In den Jahren von 2014 bis 2017 sowie 2019 und von 2021 bis 2024 wurde Thomas-Dodd jamaikanische Meisterin im Kugelstoßen sowie 2015 auch im Diskuswurf. Sie absolvierte ein Studium an der Kent State University in Ohio.

## Persönliche Bestleistungen
- Kugelstoßen: 19,77 m, 27. Mai 2023 in Los Angeles (jamaikanischer Rekord)
- Diskuswurf: 59,38 m, 10. Mai 2014 in Akron